# 妙林寺 (岡山市)
妙林寺（みょうりんじ）は、岡山市北区にある日蓮宗の寺院。山号は大乗山、通称三門の妙林寺。旧本山は小湊誕生寺。奠師法縁。

## 歴史
- 1633年（寛永9年）の幕命による備前藩（現在の岡山県）池田光仲と因幡藩（現在の鳥取県）池田光政の国替え（領国交換）に際して、日蓮宗の僧慈雲院日意が池田光政に従い旧山先町に因幡から寺院を移し山崎町に建立したのがその起源という。
- 1686年（貞享3年）、一往院日周が現在地に移転する。
- 1736年（元文元年）、現存する本堂、祖師堂、番神堂、鐘楼堂、仁王門、山門、庫裡等を建立した。
- 1981年（昭和56年）、本堂をはじめ諸堂大改修（昭和の大修理）が行われた。
- 1996年（平成8年）、大客殿が建立された。
- 2004年（平成16年）、本堂内陣の大改修を行い内部が広く明るくなった。
- 2014年（平成26年）、仁王門の大改修が行われた。

## 主要施設
- 本堂　一往院日周（6世）の代に現在の柳川交差点付近の石井寺（後述）から本堂を移築したもの。妙林寺と大書された扁額は佐々木文山の筆になるもの。近年園山春二による天井画が製作された。
- 祖師堂　浄眼院日慈（10世）の代に建立されたもの。
- 鐘楼堂
- 仁王堂　大乗山の扁額は岡山藩主池田治政の筆になるもの。
- 山門
- 大客殿（平成8年（1996年）完成）

## 歴代
- 一往院日周（6世）
- 浄眼院日慈（10世）

## 石井寺
岡山市史によれば報恩大師が開基した天台宗の古寺で室町時代に金川城主松田氏により日蓮宗に改宗した。寛文6年（1666年）池田光政のが岡山藩主時代のに行われた宗教政策（寛文法難）で廃寺となった。山号は吉乗山。

## 塔頭
- 東側参道沿いに授法院、観明院。南側に延寿院と清凉院。

## 旧末寺
日蓮宗では昭和16年（1941年）に本末を解体したため、現在では、旧本山、旧末寺と呼びならわしている。
- 大乗山玉翁寺（倉敷市生坂）明和年間（1764年‐1772年）妙林寺の布教信行道場として玉翁院日豊が創建した玉翁院を昭和24年（1949年）に改称した。
- 有縁山妙傳寺（倉敷市真備町箭田）天文5年（1536年）常照院日教を開山に創建された。（なお、天正年間（1573年－1593年）とする資料もある。）

## 参考資料
- 妙林寺公式ホームページ
- 大乗山妙林寺